# Aurigny Air Services
Aurigny Air Services Limited es una aerolínea con base en Guernsey, Islas del Canal, y propiedad del Estado de Guernsey. Efectúa vuelos de carga y pasajeros entre las islas, el oeste de Francia e Inglaterra. La aerolínea también transporta correo durante la noche para el Royal Mail británico. Su principal base es el Aeropuerto de Guernsey, con bases secundarias en el Aeropuerto de Jersey y el Aeropuerto de Alderney.
Su nombre “Aurigny” proviene del nombre Francés/Auregnais para Alderney, cuyo idioma local quedó extinto durante la evacuación de los habitantes locales durante la ocupación de las Islas del Canal en la Segunda Guerra Mundial.

## Historia
Aurigny Air Services fue fundada por Sir Derrick Bailey y comenzó a operar el 1 de marzo de 1968 después de que British United Airways suprimiese la ruta de Alderney a Guernsey. En julio de 1971 Aurigny se convirtió en el primer operador comercial del Britten-Norman Trislander. Durante el primer año de operaciones la aerolínea transportó a 45.000 pasajeros entre Guernsey, Jersey y Alderney. 
En 1993 Aurigny obtuvo un contrato para transportar correo entre las Islas Channel y el Reino Unido y en 1999 comenzó sus vuelos diarios a Londres Stansted operados con un Saab 340.
La propiedad de la aerolínea pasó de Aurigny Aviation Holdings a Close Brothers Private Equity el 23 de mayo de 2000, pero fue totalmente adquirida por el Estado de Guernsey el 15 de mayo de 2003. Emplea a 300 personas en las Islas del Canal, Francia y el Reino Unido.
El 21 de junio de 2007 Aurigny recibió permiso de su propietario para adquirir dos ATR 72-500 nuevos que entraron en servicio en marzo de 2009.
En julio de 2014 la aerolínea adquirió su primera aeronave bimotor a reacción, el Embraer ERJ-195, para cubrir la ruta entre el Aeropuerto de Guernsey y el Aeropuerto de Londres-Gatwick, siendo hasta la actualidad la aeronave más grande de la flota de la compañía con una capacidad de 122 pasajeros.

## Destinos
Aurigny Air Services opera vuelos regulares a los siguientes destinos (a junio de 2025):
| Países      | Destinos    | Aeropuertos                                | Notas          |
| ----------- | ----------- | ------------------------------------------ | -------------- |
| España      | Alicante    | Aeropuerto de Alicante-Elche               | Estacional     |
| Francia     | Bastia      | Aeropuerto de Bastia-Poretta               | Estacional     |
| Francia     | Grenoble    | Aeropuerto de Grenoble-Isère               | Estacional     |
| Francia     | Niza        | Aeropuerto Int. de Niza-Costa Azul         | Estacional     |
| Francia     | París       | Aeropuerto de París-Charles de Gaulle      |                |
| Guernsey    | Alderney    | Aeropuerto de Alderney                     | Hub secundario |
| Guernsey    | Guernsey    | Aeropuerto de Guernsey                     | Hub principal  |
| Irlanda     | Dublín      | Aeropuerto de Dublín                       | Estacional     |
| Reino Unido | Birmingham  | Aeropuerto de Birmingham-West Midlands     |                |
| Reino Unido | Bristol     | Aeropuerto Internacional de Bristol        |                |
| Reino Unido | Edimburgo   | Aeropuerto de Edimburgo                    | Estacional     |
| Reino Unido | Exeter      | Aeropuerto Internacional de Exeter         |                |
| Reino Unido | Leeds       | Aeropuerto Internacional de Leeds Bradford |                |
| Reino Unido | Londres     | Aeropuerto de la Ciudad de Londres         |                |
| Reino Unido | Londres     | Aeropuerto de Londres-Gatwick              |                |
| Reino Unido | Mánchester  | Aeropuerto de Mánchester                   |                |
| Reino Unido | Southampton | Aeropuerto Internacional de Southampton    |                |

### Antiguos destinos
| Países       | Destinos              | Aeropuertos                               |
| ------------ | --------------------- | ----------------------------------------- |
| España       | Ibiza                 | Aeropuerto de Ibiza                       |
| España       | Málaga                | Aeropuerto de Málaga-Costa del Sol        |
| Francia      | Cherburgo-en-Cotentin | Aeropuerto de Cherburgo-Maupertus         |
| Francia      | Coudeville-sur-Mer    | Aeródromo de Granville                    |
| Francia      | Saint-Malo            | Aeropuerto de Saint Maló-Dinard-Pleurtuit |
| Jersey       | Jersey                | Aeropuerto de Jersey                      |
| Países Bajos | Ámsterdam             | Aeropuerto de Ámsterdam-Schiphol          |
| Reino Unido  | Brighton              | Aeropuerto de la Ciudad de Brighton       |
| Reino Unido  | Bournemouth           | Aeropuerto Internacional de Bournemouth   |
| Reino Unido  | Castle Donington      | Aeropuerto de East Midlands               |
| Reino Unido  | Gloucestershire       | Aeropuerto de Gloucestershire             |
| Reino Unido  | Liverpool             | Aeropuerto de Liverpool-John Lennon       |
| Reino Unido  | Londres               | Aeropuerto de Londres-Stansted            |
| Reino Unido  | Newquay               | Aeropuerto de Newquay Cornwall            |

### Acuerdos de código compartido
- Blue Islands.[5]
- British Airways.[6]
- Eastern Airways.[7]
- Emirates.
- Loganair.

## Flota
La flota de Aurigny Air Services incluye las siguientes aeronaves:
| Aeronaves      | En servicio | Pedidos | Pasajeros (clase única)                          | Matrículas                                       | Antigüedad                                       |
| -------------- | ----------- | ------- | ------------------------------------------------ | ------------------------------------------------ | ------------------------------------------------ |
| ATR 72-600     | 5           | —       | 72                                               | G-PBOT                                           | 11,2 años                                        |
| ATR 72-600     | 5           | —       | 72                                               | G-PEMB                                           | 10,8 años                                        |
| ATR 72-600     | 5           | —       | 72                                               | G-OATR                                           | 5,7 años                                         |
| ATR 72-600     | 5           | —       | 72                                               | G-OGFC                                           | 5,5 años                                         |
| ATR 72-600     | 5           | —       | 72                                               | G-ORAI                                           | 5,5 años                                         |
| Dornier Do 228 | 2           | —       | 19                                               | G-OAUR                                           | 9,5 años                                         |
| Dornier Do 228 | 2           | —       | 19                                               | G-ETAC                                           | 6,9 años                                         |
| Total          | 7           | —       | Edad media de la flota (junio de 2024): 7,9 años | Edad media de la flota (junio de 2024): 7,9 años | Edad media de la flota (junio de 2024): 7,9 años |

### Flota histórica
| Aeronaves                            | Total | Introducido | Retirado | Matrículas |
| ------------------------------------ | ----- | ----------- | -------- | --- |
| Airbus A320-200                      | 1     | 2024        | 2024     | G-POWM |
| ATR 42                               | 2     | 2008        | 2020     | G-CDFF y G-HUET |
| British Aerospace 146                | 1     | 2003        | 2004     | G-ZAPO |
| Britten-Norman Islander              | 1     | 1968        | 1971     | G-AWBY |
| Britten-Norman Trislander            | 12    | 1973        | 2019     | G-AYWI, G-AZLJ, G-BAXD (rrg. G-XTOR), G-BBWR (rrg. G-BBYO), G-ITEX, G-JOEY, G-BDTN, G-BDTO (rrg. G-OTSB, G-RBSI y G-BDTO), G-BDWV (rrg. G-RBCI), G-BEPH (rrg. G-PCAM), G-BEPI (rrg. G-FTSE) y G-BEVT |
| De Havilland Canada DHC-6 Twin Otter | 2     | 1980        | 1984     | G-BFGP y G-BIMW |
| De Havilland Canada Dash 8           | 2     | 2024        | 2024     | D-AASG y D-AASH |
| Embraer E-195                        | 1     | 2014        | 2024     | G-NSEY |
| Saab 340                             | 6     | 1999        | 2005     | G-RUNG, F-GHVS, G-GNTC, G-GNTB, G-GNTG y SE-ISL |
| Short 360                            | 6     | 1987        | 2008     | G-BPFN, G-OAAS, OY-MUG, G-RMSS, G-BMLC y G-BVMX |